# Араузион
Араузио́н (Аравсион; лат. Arausiō) — древнеримский город в Нарбонской Галлии, в нижнем течении Родана (Роны).
Население в период расцвета достигало порядка 110 тысяч человек.
В 105 году до н. э. в битве при Араузионе римляне потерпели сокрушительное поражение от кочевых германских племён. Первоначально кельтское поселение, названное в честь местной богини, в 36 г. до н. э. преобразован в римскую колонию ветеранами легиона II Augusta, её территория относилась к категории «ager limitatus per centurias divisus et assignatus» (то есть земель, размежёванных и розданных в качестве наделов), позднее стал городом.
Араузион сильно пострадал в 21 году, во время галльского восстания под начальством Юлия Сакровира и Юлия Флора, но доходы от торговли, шедшей по маршруту от Средиземноморья до Лугдуна (Лион), позволили восстановить город и построить триумфальную арку в честь подавления восстания. При Августе в Араузионе был составлен кадастр, где было записано, сколько земли ассигновано (выделено) в наделы, сколько возвращено местным жителям и сколько обменено. Позже город был разрушен алеманнами и вестготами.
Сегодня на территории Араузиона расположен город Оранж. От античного города сохранились некоторые развалины, самые известные сооружения — триумфальная арка и амфитеатр, являющиеся объектом Всемирного наследия.